# Manica parasitica
Manica parasitica là một loài kiến thuộc họ Formicidae. Đây là loài đặc hữu của Hoa Kỳ.